# 克列米季夫卡
46°43′56″N 30°47′10″E / 46.73222°N 30.78611°E
克雷米迪夫卡（烏克蘭語：Кремидівка）是位於烏克蘭西南部的村莊，由敖德萨州敖德萨区的多布羅斯拉夫市鎮負責管轄。該村始建於1910年，面積0.94平方公里，海拔高度76米，2001年人口2,533，人口密度每平方公里2,694.68人。